# Beata Żbikowska
Beata Margaryta Szulc-Żbikowska (ur. 16 kwietnia 1934 w Suszu) – polska lekkoatletka, specjalizująca się w sprintach i biegach na średnich dystansach.

## Kariera
Zawodniczka klubów: Kolejarz Olsztyn, AZS Gdańsk, CWKS Zawisza Bydgoszcz, Budowlani Bydgoszcz. Olimpijka z Rzymu (1960) - zajęła 8. miejsce w finale biegu na 800 m z czasem 2:11,8. 8-krotna rekordzistka kraju i 5-krotna mistrzyni Polski (400 m, 800 m, bieg przełajowy). W rankingu pisma Track & Field News sklasyfikowana w 1959 na 8. pozycji w biegu na 800 m.